# 中島徳松

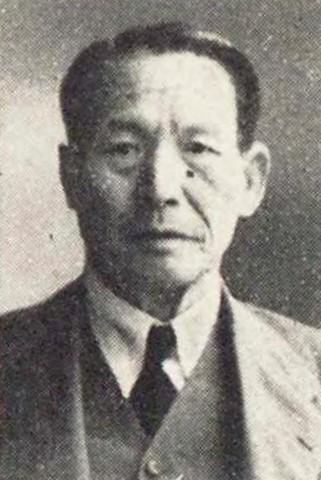
中島徳松

中島 徳松（德松、なかじま とくまつ、1875年（明治8年）7月 - 1951年（昭和26年）2月10日）は、明治から昭和期の実業家、炭鉱経営者、政治家。貴族院勅選議員。筑豊御三家に続く炭鉱主。旧姓・大野。

## 経歴
佐賀県杵島郡、のちの大町町で大野惣太郎の二男として生まれる。中島家の養子となり、1915年（大正4年）に分家した。
1887年（明治20年）から筑豊炭田、糟屋炭田、佐賀県の炭鉱の経営を行った。大日本石炭鉱業㈱取締役、中島鉱業㈱社長、昭和鉱業㈱社長、海老津炭礦㈱取締役、日満鉱炭㈱相談役、石炭統制会参与、日本石炭参与、石炭鉱業互助会相談役、西九州石炭統制組合相談役、福魚産業会長などを務めた。
1946年（昭和21年）5月18日に貴族院勅選議員に任じられ、同和会に所属して活動し、1947年（昭和22年）5月2日の貴族院廃止まで在任した。
晩年は福岡市雁林町（現中央区大名）で過ごし、その地で没した。